# Kajra
Kajra ali Kajrakan (altajsko Кайракан, Kajrakan, kirgiško  Кайра, Kajra, turško Kayra Han ali Kara Han, azerbajdžansko  Kayra Xan, Kajra Han, osmansko  كايرا), katerega še posebej častijo na Altaju, je poosebljenje neba kot začetka vsega, Sveti duh, vrhovni bog Tatarov in praoče človeštva. Je sin boga neba Gök Tengrija in se včasih istoveti s  črnim kraljem - Kara Kanom, ki je zapustil očetov dom in odšel živet v podzemlje. 

## Etimologija
Kajrovo ime ima več oblik, tako kot imena njegovih  nasprotnikov. Ime  Kajra Kan se lahko prevede kot milostni kralj, medtem ko njegova oblika Kara Kan pomeni črni kralj. Deniz Karakurt, strokovnjak za turško mitologijo,  zato méni, da sta Kara Kan in Kajra Kan dve božanstvi. Razen tega lahko kara v turščini pomeni ali črn ali zemlja, zato lahko Kara Kan ne  pomeni samo Črni (temni) kralj (vladar), ampak tudi Vladar zemlje. 

## Bog stvarnik
V starodavnem  turškem verovanju Tangri (Bog) Kara Han ni bil niti moški niti ženska in sploh ni bil podoben človeku. Bil je snežno bela gos, ki je brez prestanka  letela nad neskončno vodo, ki je simbolizirala čas. Preden se je pojavila Ak Ana (bela mati) in mu zaklicala »Ustvari!«, je bil osamljen, zaskrbljen, nemiren  in prestrašen, potem pa se je pomiril, ker ni bilo nobenega razloga za strah. Postal je najvišji vladar vesolja,  ki ga je ustvaril, in vladar treh kraljestev – zraka, vode in zemlje. Prebival je na  sedemnajstem  nadstropju neba in odločal o usodi svoje stvaritve. Po stvaritvi vesolja je posadil drevo življenja z devetimi vejami, na katerih  je zraslo devet plemen (klanov). Imel je tri sinove: Ulgena, Mergena in Kizagana. 
Tuvinška/sojotska legenda pravi: gigantska želva, ki je podpirala zemljo, se je premaknila in kozmični ocean je začel poplavljati zemljo. Starec, ki je uganil, da se bo zgodilo nekaj takega, je zgradil splav. Nanj je vkrcal svojo družino in se rešil. Ko se je voda umaknila, je splav nasedel na visoki gozdnati gori, kjer je, tako pravijo,  ostal do danes. Po poplavi je Kajra Kan ustvaril vse, kar je na svetu. Med drugim je ljudi naučil, kako narediti arak (vrsta žganja). 

## Sklic
1. ↑   Deniz Karakurt.   Türk Söylence Sözlüğü (Slovar turške mitologije), OTRS: CC BY-SA 3.0.

## Vira
- Murat Uraz. Türk Mitolojisi, OCLC 245853289.
- Celal Beydili, Yurt Yayınevi. Türk Mitolojisi Ansiklopedik,  Sözlük, str. 305, Kayrakan.